# Myriocladus involutus
Myriocladus involutus är en gräsart som beskrevs av Emmet J. Judziewicz och Gerrit Davidse. Myriocladus involutus ingår i släktet Myriocladus och familjen gräs. Inga underarter finns listade i Catalogue of Life.